# A級戒厳令
『A級戒厳令』は、ALI PROJECTの17枚目（インディーズから通算）のオリジナルアルバム。2016年8月24日に徳間ジャパンコミュニケーションズから発売された。

## 解説
本作は、2015年に発売された『快楽のススメ』から1年ぶりのアルバムであり、Musicman-NETは『流行世界』、『快楽のススメ』との三部作目ともいうべき内容であるとしている。
宝野は制作中のイメージを「お堅いようでPOP、深刻そうで脳天気、懐古趣味で先鋭的、アバンギャルドでロマンチック」としており、産経新聞の兼松康からの取材に対して「まだ制作途中のふわっとしたイメージ。予感だけでしたが、出来上がったらまさにその通りになって」と述べている。

## 収録曲
1. 永久戒厳令
  - 「永久戒厳令」という言葉からイメージを広げる形で製作され、宝野は「戒厳令」という言葉の使い方について考えたうえで、「日本人として生きることそのものが、戒厳令下にあるという意味合いで想像を膨らませて。日本の始まりの男と女から、枝葉が続いて、今の自分がこの国で生きている」という意味をこめて歌詞を執筆したと、兼松とのインタビューの中で話している[2]。
  - 間奏、アウトロにPRIME LOOPSのサンプル音源『CINEMATIC MOODS』より「NoNonsense[3]」が利用されている。
  - サビにフィリップ・グラスの『交響曲第4番 英雄たち』より「Sense of Doubt」が引用されている。また、間奏に同楽曲の録音音源が利用されている。
2. 異種革命
  - サビ[4]にBIG FISH AUDIOのサンプル音源『RETRO COOL』より「kit 17」が利用されている。その他、同音源より間奏[5][6]には「kit 24」「kit 32」が利用されている。
3. 薔薇美と百合寧の不思議なホテル 
  - 2017年に発売されたベストアルバム『血と蜜〜Anthology of Gothic Lolita & Horror』のDISC1に収録された。
  - イントロにBIG FISH AUDIOのサンプル音源『CINEMATIC ORCHESTRAL THEMES』より「Epic1[7]」が利用されている。その他、同音源より最初のサビ直後には「Drama3[8]」が利用されている。
  - イントロにBIG FISH AUDIOのサンプル音源『FUTURE COMPLEXTRO』より「fireworks」が利用されている。
4. 絶叫哲学
  - ラストにアルフレート・シュニトケの『String Trio: I. Moderato』が引用されている。
5. 最後の美術館
6. 昭和B級下手喰い道
  - 食べ物をテーマにしており、アルバムの「A級戒厳令」という題名からB級、B級といえばB級グルメという形で連想し、歌詞の時代設定を昭和にすればうまくいくのではないかという発想で歌詞を執筆したと、宝野は兼松とのインタビューの中で話している[9]。
  - Aメロの直前にHOT MUSIC FACTORYのサンプル音源『MOVIE THEMES - ACTION 2』より「03」が利用されている。
7. 女化生舞楽図
  - 2017年に発売されたベストアルバム『血と蜜〜Anthology of Gothic Lolita & Horror』のDISC2に収録された。
8. まだら恋椿外道
9. 悪しき進化
10. 泣き虫派ダリ
  - BIG FISH AUDIO社のサンプル音源『ECLIPSE: AMBIENT GUITARS』より「kit 09」「kit 13」が利用されている。
11. Bonus track　妄想水族館（通常盤のみ収録）
  - ミニアルバム「CLASSICS」に収録された版のNew Ver.

## 参加ミュージシャン
- All Lyrics Written：Arika Takarano
- All Music Written：Mikiya Katakura
- Arrangement：Akira Saito(斉藤聡)（M7, M11）
- Strings Arrangement：Tsuyoshi Watanabe（M9）

- Vocal：Arika Takarano
- Violin：Tsuyoshi Watanabe、Yu Sugino
- Miu Miu：DALI（M10）

## クレジット
| Performed by ALI PROJECT | Performed by ALI PROJECT                                                         |
| ------------------------ | -------------------------------------------------------------------------------- |
| Produced, Directed by    | Mikiya Katakura                                                                  |
| Recording Engineered by  | Jiro Takita                                                                      |
| Mastering Engineered by  | Yoichi Aikawa(相川洋一)（Bluemastering）                                         |
| Recorded at              | Studio GREENBIRD                                                                 |
| Recorded at              | Flamingo Sound                                                                   |
| Recorded at              | Zazou Music Shed                                                                 |
| A&R Director             | Iku Aoki(青木郁生)（Tokuma Japan）                                               |
| Sales Promoter           | Toshitaka Otomo(大友俊孝)（Tokuma Japan）                                        |
| Associate Producer       | Hirokazu Shiraishi(白石博一)（Tokuma Japan）                                     |
| Supervisor               | Kazuhide Shimokawa(下川一秀)（Tokuma Japan）                                     |
| Executive Producer       | Yasutaka Wada(和田康孝)（Tokuma Japan）                                          |
| Artist Management        | Boris Vian Inc.                                                                  |
| Art Direction & Design   | Maiko Yoshino(吉野磨衣子)                                                        |
| Photography              | Hironobu Onodera(小野寺廣信)                                                     |
| Hair & Make-up           | Fusae Tachibana(橘房図)                                                          |
| Hair & Make-up Assistant | Shizuka Satake(佐竹静香)                                                         |
| Hair & Make-up Assistant | Rie Wakayama                                                                     |
| Costume                  | Kaie Tada(多田カイエ)（Triple fortune）                                          |
| Stylist                  | Allica                                                                           |
| Creative Coordination    | Kiyoe Mizusawa(水澤清恵)（Tokuma Japan）                                         |
| Special Thanks to        | Makoto Sugimoto(杉本真)（Zepp Live） / Makoto Okuda(奥田誠)（Backstage Project） |
| Special Thanks to        | Hideo Miyamoto(宮本英夫) / Cherry                                                |